# Vääräsaari (ö i Södra Savolax, Pieksämäki, lat 62,17, long 28,00)
Vääräsaari är en ö i Finland. Den ligger i sjön Haukivesi och i kommunen Jorois i den ekonomiska regionen  Pieksämäki ekonomiska region  och landskapet Södra Savolax, i den södra delen av landet, 270 km nordost om huvudstaden Helsingfors. Öns area är 1 hektar och dess största längd är 190 meter i öst-västlig riktning.